# Jure Dolenec
Jure Dolenec (ur. 6 grudnia 1988 w Kranju) – słoweński piłkarz ręczny występujący na pozycji prawego rozgrywającego. Od 2017 roku reprezentuje barwy hiszpańskiego klubu FC Barcelona.

## Sukcesy
Reprezentacja
- 3. miejsce w mistrzostwach świata: 2017